# Rubus furtivus
Rubus furtivus är en rosväxtart som beskrevs av Liberty Hyde Bailey. Rubus furtivus ingår i släktet rubusar, och familjen rosväxter. Inga underarter finns listade i Catalogue of Life.